# Wspólnota Burego Misia
Wspólnota Burego Misia – organizacja społeczna zrzeszająca osoby niepełnosprawne wraz z ich rodzinami oraz wolontariuszami, którymi zazwyczaj są młode osoby (licealiści, studenci). 
Wspólnota powstała w 1983 roku, jej założycielem jest Kawaler Orderu Uśmiechu, ks. Czesław Marchewicz CR, nazywany przez wszystkich członków Wspólnoty "Kubą". Wspólnota Burego Misia jest wspólnotą ewangeliczną, która opiera się na zasadach Ewangelii i z niej chce czerpać natchnienie do życia w prawdzie. Działaniem Wspólnoty ma być przyjaźń i troska o osoby niepełnosprawne intelektualnie lub ruchowo. Dlatego każde z 3 ognisk Wspólnoty (Bytom, Kraków, Poznań, wyłania służby kwatermistrzowskie, czuwające nad materialnym bytem Wspólnoty.

## Fundacja Burego Misia
W celu koordynacji działań związanych z zapewnieniem materialnego bytu Wspólnoty powstała również Fundacja Burego Misia. Przede wszystkim starająca się wspierać utrzymanie Osady Burego Misia.
"Fundacja Burego Misia im. Bogdana Jańskiego jest organizacją pożytku publicznego. Oznacza to, że każda osoba fizyczna ma prawo przekazać 1% podatku dochodowego na rzecz naszej fundacji. Zebrane w ten sposób pieniądze umożliwiają utrzymanie i rozwój Osady Burego Misia oraz organizację Obozów Burego Misia."(www.buremisie.org.pl)

## Osada Burego Misia
Osada Burego Misia jest domem Wspólnoty, a także (od 1992 roku) stałym miejscem życia dla tych osób niepełnosprawnych, które straciły bliskich. Osada jest małym gospodarstwem rolnym w Nowym Klinczu koło Kościerzyny.

## Wspólnoty lokalne
Zanim powstała Osada Burego Misia, Wspólnota powstawała w kolejnych miastach, w których Kuba kolejno studiował i prowadził działalność duszpasterską. Tam tworzyły się wspólnoty lokalne, które działają do dziś. W trakcie Obozu Burego Misia spotykają się Bure Misie i Bure Niedźwiedzie wszystkich wspólnot. Ze wspólnot lokalnych wywodzą się Bure Niedźwiedzie żyjące na Osadzie Burego Misia.

### Kraków
O powstaniu Wspólnoty krakowskiej, a tym samym, powstaniu Wspólnoty w ogóle, Kuba CR pisze: "Wspólnota pojawiła się gdzieś na Plantach krakowskich, gdy wracałem do klasztoru z wykładów." Wtedy Kuba został poproszony o pomoc przez mamę Piotrusia na wózku. To spotkanie zaowocowało przygotowywaniem Piotra do komunii świętej. Z czasem pojawiły się kolejne osoby, z którymi Kuba, oraz jego koledzy z kleryckiego zastępu harcerskiego, spotykali się na katechezach. Przerodziło się to w niezwykłą znajomość, a to w pierwszy wyjazd pod namioty nad jezioro Dobrogoszcz. Z działalności Kuby w Ruchu Harcerskim powstała nazwa- jego pseudonim to Bury Niedźwiedź. Tak powstał "Bury Miś"- młodszy przyjaciel Burego Niedźwiedzia. Po pierwszym Obozie myśl o wspólnie przeżytych wakacjach pozostawała żywa. Wtedy przestano spotykać się indywidualnie, tylko na katechezach, a zaczęto czuć się Wspólnotą. Zaczęły się wspólne Msze święte, wyjścia do kawiarni, Ogrodu Botanicznego. W maju 1985 roku Kuba przyjął święcenia kapłańskie, po których rozpoczął się drugi Obóz Burego Misia nad Dobrogoszczem.
Dziś w krakowskiej Wspólnocie spotyka się 38 Burych Misiów i 20 Burych Niedźwiedzi.   

### Bytom
Po święceniach kapłańskich w 1985 roku Kuba CR rozpoczął pracę w parafii Najświętszego Serca Pana Jezusa w Bytomiu na Szombierkach. Po pierwszej kolędzie tego roku w salkach przy parafii zaczęła spotykać się pierwsza grupa Burych Misiów i Burych Niedźwiedzi. Niektórzy z nich do dziś żyją we Wspólnocie.
Wspólnota bytomska od kilku lat spotyka się i jeździ na Obóz Burego Misia w dwóch ogniskach: Ognisko I, do którego należy 21 Burych Misiów i 21 Burych Niedźwiedzi oraz Ognisko II, skupiające 22 Burych Misiów i 17 Burych Niedźwiedzi.

### Poznań
W 1988 roku, pewnie w związku z tym, że Kuba CR rozpoczął duszpasterską pracę w nowej parafii, idea szczególnej przyjaźni tworząca Wspólnotę Burego Misia, zaczęła żyć w Poznaniu. W ubiegłym roku obchodziła więc 20-lecie swojej działalności.
Jeżeli wspólnotowa dojrzałość rodziła się dopiero, kiedy powstawała wspólnota krakowska, to poznańska wspólnota rodziła się doświadczeniem dwóch wspólnot, bo również i bytomskiej. Fizycznie funkcjonowało już miejsce, które nazywaliśmy Osadą Burego Misia, choć nie mieszkali tam jeszcze nasi przyjaciele. Biorąc pod uwagę walory duchowe, organizacyjne, mentalność wspólnotową wspólnota poznańska rozpoczynała swoje życie z dość wysokiego pułapu – co oczywiście wcale nie przesądza o dojrzałości jej poszczególnych członków dzisiaj. W każdym razie dynamika rozwoju była znacznie większa niż poprzednich wspólnot. Połączenie spontaniczności z doświadczeniem i szczególną wielkopolską mentalnością praktycznych i gospodarnych ludzi, sprawiło, że dziś ta wspólnota liczebnie jest największa. Abyśmy mieli większą sposobność przeżywania bliskości, na poznańską wspólnotę składają się trzy ogniska.
W pierwszym ognisku żyje 39 Burych Misiów i 20 Burych Niedźwiedzi. 
W ognisku drugim żyje 32 Burych Misiów i 19 Burych Niedźwiedzi. 
W grupie trzeciej spotyka 41 Burych Misiów i 15 Burych Niedźwiedzi.

## Bury Miś, Bury Niedźwiedź
We Wspólnocie Burego Misia funkcjonuje specyficzne nazewnictwo:
- Bury Miś - to osoba z niepełnosprawnością intelektualną lub fizyczną.
- Bury Niedźwiedź - to pełnosprawny przyjaciel - opiekun (w wieku 16-30 lat) Burego Misia.

## Obóz Burego Misia
W 1984 roku ks. Czesław Marchewicz zorganizował pierwszy Obóz Burego Misia, będący do dziś świętem całej Wspólnoty. Co roku latem, niedaleko Osady Burego Misia organizowany jest Obóz Burego Misia - największe święto Wspólnoty - święto spotkania. Obóz składa się z dwóch dwutygodniowych turnusów, w których uczestniczy około 250 Burych Misiów i tyle samo Burych Niedźwiedzi. Turnus składa się z pomniejszych podobozów (tożsamych grupom Wspólnoty w ogniskach lokalnych), posiadających własną kadrę i realizujących odrębny plan zajęć.